# Asnoldo Devonish
Asnoldo Vicente Devonish Romero (* 15. Juni 1932 in Maracaibo; † 1. Januar 1997 in Caracas) war ein venezolanischer Leichtathlet. Er gewann 1952 die Bronzemedaille im Dreisprung und ist bis heute der einzige Venezolaner, der eine olympische Medaille in der Leichtathletik gewinnen konnte. 
Bei den Olympischen Spielen 1952 in Helsinki sprang Devonish in der Qualifikation 15,24 Meter und war damit Zweitbester hinter dem Brasilianer Adhemar Ferreira da Silva. Im Finale sprang Devonish im ersten Versuch 15,04 Meter und lag damit auf dem fünften Platz, im zweiten Versuch steigerte sich Devonish auf 15,52 Meter und setzte sich hinter Ferreira da Silva auf den zweiten Platz. Danach konnte Devonish wegen einer Verletzung keine Sprünge mehr absolvieren, wurde aber nur noch von Leonid Schtscherbakow übertroffen. Damit gewann Devonish die Bronzemedaille, die erste Medaille für Venezuela in der Geschichte der Olympischen Spiele. 
Bei den Panamerikanischen Spielen 1955 in Mexiko-Stadt sprang Devonish mit 16,13 Meter seine persönliche Bestweite und wurde damit Zweiter hinter Ferreira da Silva, der mit 16,56 Meter einen neuen Weltrekord aufstellte. Wegen eines Streits mit seinem Verband konnte Devonish danach mehrere Jahre lang nicht bei internationalen Wettkämpfen antreten. Sein Comeback feierte er 1961 mit dem Gewinn im Dreisprung bei der Südamerikameisterschaft, 1963 konnte er diesen Titel verteidigen. Devonish beendete seine Karriere nach den Panamerikanischen Spielen 1963.
Devonishs Bestweite im Weitsprung betrug 7,41 Meter, die er 1953 sprang. Bei einer Körpergröße von 1,87 m betrug sein Wettkampfgewicht 70 kg.